# Ridgeside
Ridgeside – miasto w Stanach Zjednoczonych, w stanie Tennessee, w hrabstwie Hamilton.